# Photographische Zeitschriften
Gut 15 Jahre nach der Offenlegung des Patents der Photographie (Daguerreotypie) 1839 erschienen die ersten Journale/Zeitschriften, die über die neuesten Erfindungen, Weiterentwicklungen und Personen in der Photographie berichteten und regelmäßig erschienen.

## Inhalte
- Artikel zu chemischen Prozessen und optischen Lösungen innerhalb der Photographie, Abdruck von Artikeln aus anderen Zeitschriften, auch in Übersetzung,
- Vereinsnachrichten photographischer Vereine: Sitzungs- und Jahresberichte der Vereine, Mitgliederlisten, Statuten,
- Ankündigungen und Berichte von nationalen und internationalen Ausstellungen (auf Bitten/Hinweisen von veranstaltenden Vereinen),
- Rubriken: Patentanmeldungen, Literatur, Repetitorium, Fragekasten[Anm. 1] und
- Zuerkennungen von Medaillen, Ehrentiteln und anderen Auszeichnungen.

## Herausgeber und Redakteure
Die Herausgeber waren in der Regel im weitesten Sinne wissenschaftlich tätig, weshalb sie neue Erkenntnisse in den Journalen veröffentlichen konnten. Dazu gehörten Herman Vogel, Josef Maria Eder u. a. Andere waren Vorstände von photographischen Vereinen, weshalb die Journalen ein wichtiger Bestandteil des Vereinslebens war. Hierzu gehörte Charles Scolik. Zahlreiche Photographen lieferten Artikel über ihre neuesten Erkenntnisse. Ihre Arbeit war dennoch selten kontinuierlich.

## Chronologische Aufstellung
| Zeitraum                   | Name                                                         | erscheint   | Herausgeber                    | Redakteure      | Verlag                                    | Ort          | ZDB-ID           | ZDB-ID (Elektr. Ressource) |
| -------------------------- | ------------------------------------------------------------ | ----------- | ------------------------------ | --------------- | ----------------------------------------- | ------------ | ---------------- | -------------------------- |
| ab 1854 bis 1865           | Photographisches Journal                                     | monatlich   | Wilhelm Horn                   | keine Namen     | Otto Spamer                               | Leipzig      | ZDB-ID 880968-9  | ZDB-ID 2718500-X           |
| ab März 1860 bis Juni 1864 | Zeitschrift für Fotografie und Stereoskopie                  | monatlich   | Karl Josef Kreutzer            |                 | in Commission bei L.W. Seidel             | Wien         | ZDB-ID 2379720-4 |                            |
| ab 1860 bis 1897           | Photographisches Archiv                                      | monatlich   | Paul Eduard Liesegang          | Julius Schnauss | Theobald Grieben                          | Berlin       | ZDB-ID 527425-4  | ZDB-ID 2648964-8           |
| ab 1862 bis 1865           | Photographische Monatshefte                                  | monatlich   | Friedrich Bollmann             | keine Namen     | H. Neuhoff & Comp.                        | Braunschweig | ZDB-ID 2167385-8 |                            |
| ab 1864 bis 1911           | Photographische Mitteilungen                                 | monatlich   | Hermann Wilhelm Vogel          | keine Namen     | Louis Gerschel Verlagsbuchhandlung        | Berlin       | ZDB-ID 516917-3  | ZDB-ID 2650203-3           |
| ab Juli 1864 bis 1971      | Photographische Correspondenz                                | monatlich   | Ludwig Schrank                 |                 | Commissionsverlag Carl Gerold’s Sohn      | Wien         | ZDB-ID 123175-3  | ZDB-ID 2772396-3           |
| ab 1865 bis 1917(?)        | Photographische Notizen                                      | monatlich   | August Moll                    |                 | Selbstverlag des Herausgebers             | Wien         | ZDB-ID 880175-7  |                            |
| ab 1869 bis 1871(?)        | Photographische Zeitung                                      |             |                                |                 |                                           | Leipzig      | ZDB-ID 2261842-9 |                            |
| ab 1870 bis 1873(?)        | Helios                                                       |             | Hermann Krone                  |                 | Hermann Krone’s photogr. Kunst-Verlag     | Leipzig      | ZDB-ID 881956-7  | ZDB-ID 2725977-8           |
| ab 1876 bis 1924           | Deutsche Photographen-Zeitung                                |             | Karl Schwier                   |                 | Verlag der Deutschen Photographen-Zeitung | Weimar       | ZDB-ID 405337-0  |                            |
| ab 1879 bis 1924           | Zeitschrift für praktische Photographie und verwandte Fächer | zwanglos    | Friedrich Stern                |                 |                                           | München      |                  |                            |
| ab 1879 bis 1918           | Photographisches Wochenblatt                                 |             | Franz Stolze                   |                 | F.U. Benekendorff                         | Berlin       | ZDB-ID 840685-6  | ZDB-ID 2807417-8           |
| ab 1879                    | Photographische Monats-Blätter                               |             |                                |                 |                                           | Frankfurt/M. | ZDB-ID 1092734-7 |                            |
| ab 1885 bis 1887(?)        | Der photographische Mitarbeiter                              |             |                                |                 |                                           | Wien         | ZDB-ID 2832656-8 |                            |
| ab 1887 bis 1914           | Jahrbuch für Photographie und Reproduktionstechnik           |             | Josef Maria Eder               |                 | Wilhelm Knapp Verlag                      | Halle/S.     | ZDB-ID 532261-3  | ZDB-ID 2881889-1           |
| ab 1887 bis 1906           | Der Amateur-Photograph                                       | monatlich   | Paul Eduard Liesegang          |                 | Ed. Liesegang                             | Düsseldorf   | ZDB-ID 340170-4  | ZDB-ID 2668970-4           |
| ab 1887 bis 1903           | Photographische Rundschau                                    | monatlich   | Charles Scolik                 |                 | Wilhelm Knapp                             | Halle/S.     | ZDB-ID 516914-8  |                            |
| ab 1889 bis 1893(?)        | Photographische Nachrichten                                  | wöchentlich | Franz Stolze                   |                 | Verlag der Photographischen Nachrichten   | Berlin       | ZDB-ID 880219-1  |                            |
| ab 1892 bis 1925(?)        | Photographische Bibliothek                                   |             |                                |                 |                                           | Berlin       | ZDB-ID 980696-9  |                            |
| ab 1894 bis 1943           | Photographische Chronik                                      | wöchentlich | Dr. A.[dolf] Miethe(-Rathenow) |                 | Wilhelm Knapp                             | Halle/S.     | ZDB-ID 516934-3  | ZDB-ID 2857010-8           |
| ab 1894 bis 1896           | Süddeutsche Photographen-Zeitung                             | monatlich   | Georg Heinrich Emmerich        |                 |                                           |              | ZDB-ID 516930-6  | ZDB-ID 2898101-7           |
| ab 1894                    | Das Atelier des Photographen                                 |             | Adolf Miethe                   |                 | Wilhelm Knapp                             | Halle/S.     | ZDB-ID 516927-6  | ZDB-ID 3103590-5           |
| ab 1895                    | Photographisches Centralblatt                                |             | Fritz Matthies-Masuren         |                 | Callwey                                   | München      | ZDB-ID 516915-X  | ZDB-ID 2650195-8           |
| ab 1896 bis 1903           | Allgemeine Photographen-Zeitung                              |             |                                |                 |                                           |              | ZDB-ID 516929-X  |                            |
| ab 1897                    | Die Kunst in der Photographie                                |             | Franz Goerke                   |                 | Julius Becker                             | Berlin       | ZDB-ID 988233-9  | ZDB-ID 2835805-3           |
| ab 1900                    | Photographische Berichte                                     |             |                                |                 |                                           | Berlin       | ZDB-ID 2109688-0 |                            |
| ab 1902                    | Photographische Kunst                                        | halb-mtl.   |                                |                 |                                           | München      | ZDB-ID 1091797-4 |                            |
| ab 1905                    | Deutscher Kamera-Almanach                                    |             |                                |                 |                                           | Berlin       | ZDB-ID 514724-4  |                            |